# Fang Weihai
Fang Weihai (em chinês: 方维海; Anhui, 22 de dezembro de 1945) é um físico-químico chinês. Tornou-se conhecido por ser eleito para a Academia Chinesa de Ciências em 2013.